# Citadelcross 2019
De elfde editie van de Citadelcross in Namen werd gehouden op 22 december 2019. De wedstrijd maakte deel uit van de wereldbeker veldrijden 2019-2020. De titelverdedigers, de Nederlanders Mathieu van der Poel en Lucinda Brand, prolongeerden beide hun titel. De Tsjechische Kateřina Nash bleef aan de leiding in het klassement bij de vrouwen en de Belg Toon Aerts nam de leiding over van Eli Iserbyt die vanwege de kou moest opgeven.

## Mannen elite

### Uitslag

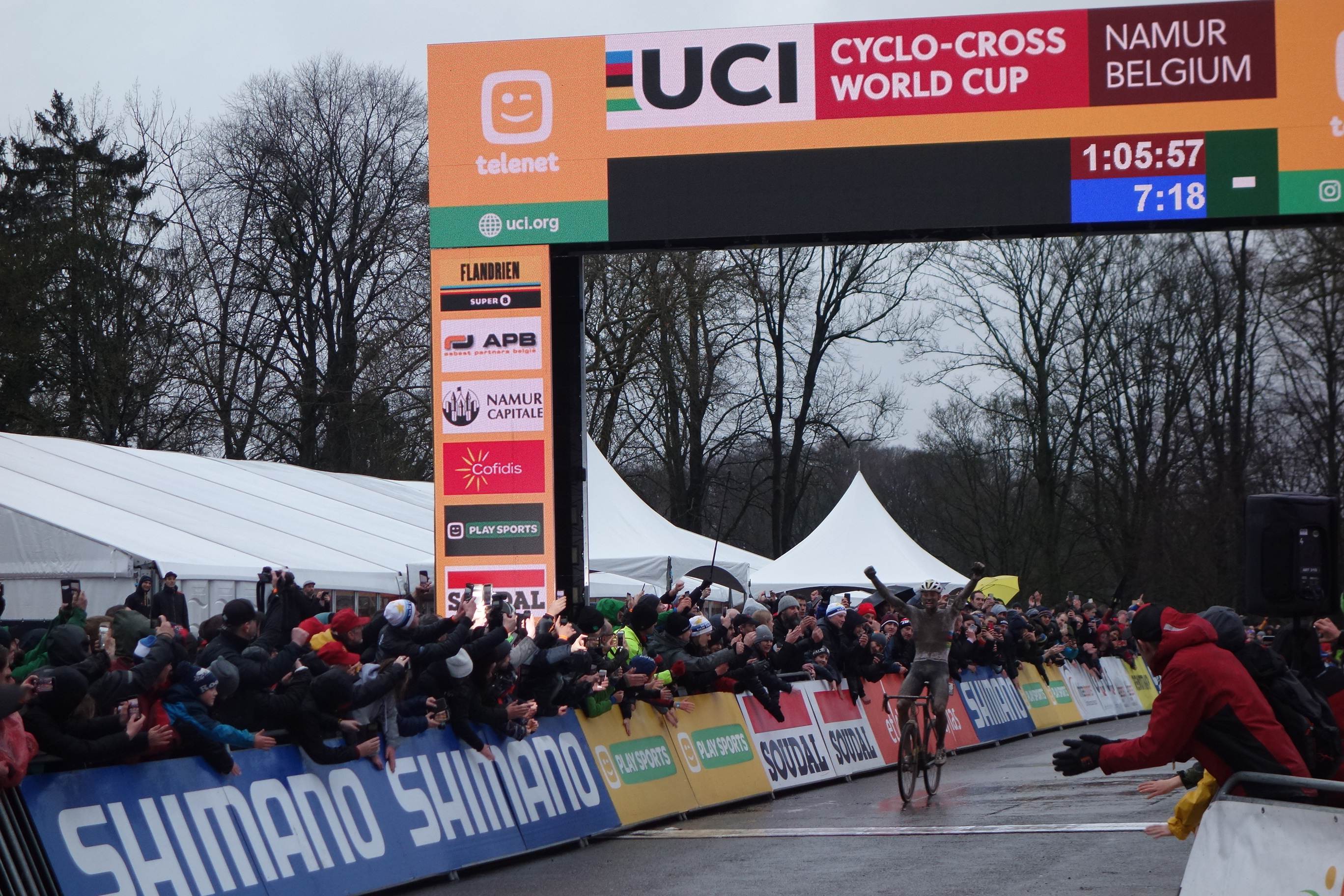
Mathieu van der Poel aan de finish.

| Plaats | Naam                   | Ploeg                  | Tijd     |
| ------ | ---------------------- | ---------------------- | -------- |
| 1      | Mathieu van der Poel   | Corendon-Circus        | 1u05'59" |
| 2      | Toon Aerts             | Telenet-Baloise Lions  | + 55"    |
| 3      | Corné van Kessel       | Telenet-Baloise Lions  | + 1'14"  |
| 4      | Tom Pidcock            | Trinity Racing         | + 1'31"  |
| 5      | Tim Merlier            | Creafin-Fristads       | + 1'41"  |
| 6      | Lars van der Haar      | Telenet-Baloise Lions  | + 1'48"  |
| 7      | Michael Vanthourenhout | Pauwels Sauzen-Bingoal | + 1'56"  |
| 8      | Marcel Meisen          | Corendon-Circus        | + 2'02"  |
| 9      | Laurens Sweeck         | Pauwels Sauzen-Bingoal | + 2'23"  |
| 10     | Thijs Aerts            | Telenet-Baloise Lions  | + 3'11"  |

| Pos. | Punten | Pos. | Punten |
| ---- | ------ | ---- | ------ |
| 1    | 200    | 27   | 33     |
| 2    | 160    | 28   | 32     |
| 3    | 140    | 29   | 31     |
| 4    | 120    | 30   | 30     |
| 5    | 110    | 31   | 29     |
| 6    | 100    | 32   | 28     |
| 7    | 90     | 33   | 27     |
| 8    | 80     | 34   | 26     |
| 9    | 70     | 35   | 25     |
| 10   | 60     | 36   | 24     |
| 11   | 58     | 37   | 23     |
| 12   | 56     | 38   | 22     |
| 13   | 54     | 39   | 21     |
| 14   | 52     | 40   | 20     |
| 15   | 50     | 41   | 19     |
| 16   | 48     | 42   | 18     |
| 17   | 46     | 43   | 17     |
| 18   | 44     | 44   | 16     |
| 19   | 42     | 45   | 15     |
| 20   | 40     | 46   | 14     |
| 21   | 39     | 47   | 13     |
| 22   | 38     | 48   | 12     |
| 23   | 37     | 49   | 11     |
| 24   | 36     | 50   | 10     |
| 25   | 35     | 51-  | 5      |
| 26   | 34     |      |        |

## Vrouwen elite

### Uitslag
| Plaats | Naam                       | Ploeg                      | Tijd    |
| ------ | -------------------------- | -------------------------- | ------- |
| 1      | Lucinda Brand              | Telenet-Baloise Lions      | 45'05"  |
| 2      | Ceylin del Carmen Alvarado | Corendon-Circus            | + 16"   |
| 3      | Annemarie Worst            | 777                        | + 1'21" |
| 4      | Evie Richards              | Trek                       | + 1'34" |
| 5      | Kateřina Nash              | Clif Bar                   | + 1'45" |
| 6      | Clara Honsinger            | Team S&M                   | + 1'48" |
| 7      | Katie Compton              | KFC Racing p/b Trek/Knight | + 2'46" |
| 8      | Rebecca Fahringer          | Kona Bikes                 | + 2'49" |
| 9      | Marianne Vos               | CCC-Liv                    | + 3'00" |
| 10     | Maghalie Rochette          | CX Fever                   | + 3'07" |

| Pos. | Punten | Pos. | Punten |
| ---- | ------ | ---- | ------ |
| 1    | 200    | 27   | 33     |
| 2    | 160    | 28   | 32     |
| 3    | 140    | 29   | 31     |
| 4    | 120    | 30   | 30     |
| 5    | 110    | 31   | 29     |
| 6    | 100    | 32   | 28     |
| 7    | 90     | 33   | 27     |
| 8    | 80     | 34   | 26     |
| 9    | 70     | 35   | 25     |
| 10   | 60     | 36   | 24     |
| 11   | 58     | 37   | 23     |
| 12   | 56     | 38   | 22     |
| 13   | 54     | 39   | 21     |
| 14   | 52     | 40   | 20     |
| 15   | 50     | 41   | 19     |
| 16   | 48     | 42   | 18     |
| 17   | 46     | 43   | 17     |
| 18   | 44     | 44   | 16     |
| 19   | 42     | 45   | 15     |
| 20   | 40     | 46   | 14     |
| 21   | 39     | 47   | 13     |
| 22   | 38     | 48   | 12     |
| 23   | 37     | 49   | 11     |
| 24   | 36     | 50   | 10     |
| 25   | 35     | 51-  | 5      |
| 26   | 34     |      |        |

## Prijzengeld
In onderstaande tabel vindt u de verdeling van het prijzengeld per categorie:
| Pos.   | Per cross    | Per cross     | Per cross  | Per cross       |
| Pos.   | Mannen elite | Vrouwen elite | Mannen U23 | Mannen junioren |
| ------ | ------------ | ------------- | ---------- | --------------- |
| 1.     | € 5.000      | € 5.000       | € 175      | € 150           |
| 2.     | € 3.500      | € 3.500       | € 120      | € 100           |
| 3.     | € 3.000      | € 3.000       | € 90       | € 70            |
| 4.     | € 2.700      | € 2.700       | € 70       | € 60            |
| 5.     | € 2.500      | € 1.400       | € 60       | € 50            |
| 6.     | € 2.000      | € 450         | € 50       | € 50            |
| 7.     | € 1.800      | € 450         | € 50       | € 50            |
| 8.     | € 1.600      | € 450         | € 50       | € 40            |
| 9.     | € 1.400      | € 400         | € 50       | € 40            |
| 10.    | € 1.200      | € 400         | € 50       | € 40            |
| 11.    | € 1.000      | € 300         | € 30       | € 30            |
| 12.    | € 900        | € 300         | € 30       | € 30            |
| 13.    | € 850        | € 250         | € 30       | € 30            |
| 14.    | € 800        | € 250         | € 30       | € 30            |
| 15.    | € 750        | € 250         | € 30       | € 30            |
| 16.    | € 700        | € 200         | € 20       | –               |
| 17.    | € 650        | € 200         | € 20       | –               |
| 18.    | € 600        | € 200         | € 20       | –               |
| 19.    | € 550        | € 200         | € 20       | –               |
| 20.    | € 500        | € 200         | € 20       | –               |
| 21-30  | € 450        | –             | –          | –               |
| 31-40  | € 300        | –             | –          | –               |
| Totaal | € 39.500     | € 20.100      | € 1.015    | € 800           |

| Rood gearceerde tekst: verhoging prijzengeld t.o.v. voorgaand seizoen |

2009 · 2010 · 2011 · 2012 · 2013 · 2014 · 2015 · 2016 · 2017 · 2018 · 2019 · 2020 · 2021 · 2022 (EK) · 2023 · 2024
 Waterloo · 
 Jingle Cross · 
 Bern · 
 Tábor · 
 Duinencross · 
 Citadelcross · 
 GP Eric De Vlaeminck · 
 Nommay · 
 GP Adrie van der Poel